# 함양 안의 광풍루
함양 안의 광풍루(咸陽 安義 光風樓)는 대한민국 경상남도 함양군 안의면 금천리, 금호강변에 우뚝 서있는 2층 누각이다.
1974년 2월 16일 경상남도의 유형문화재 제92호 안의 광풍루로 지정되었다가, 2018년 12월 20일 현재의 명칭으로 변경되었다.

## 개요
안의면 진입로의 금호강변에 우뚝 서있는 2층 누각이다.
조선 태종 12년(1412)에 처음 짓고 선화루라 이름 지었던 것을 세종 7년(1425)에 지금의 자리에 옮겨지었다. 그 후 성종 25년(1494)에 정여창이 다시 짓고 광풍루라고 이름을 바꾸었다. 정유재란(1597)으로 불탄 것을 선조 34년(1601)에 복원하였고, 숙종 9년(1683)에 다시 지었다. 오랜 세월동안 많이 퇴락한 것을 1980년에 정비하였다.
앞면 5칸·옆면 2칸의 규모이며, 지붕 옆면이 여덟 팔(八)자 모양인 팔작지붕집이다.
광풍루는 조선시대의 대표적인 양식을 간직하고 있는 우람한 건물이다.

## 참고 문헌
- 함양 안의 광풍루 - 국가유산청 국가유산포털